# Свирская церковь
Церковь Архангела Михаила на Пристани (Свирская церковь) — каменный столпообразный православный храм в честь Архангела Михаила, построенный в конце XII века на загородном дворе смоленских князей. Самый яркий из сохранившихся памятников смоленской архитектуры домонгольского времени. Стоит на берегу Днепра в 1,5 км к западу от центра современного Смоленска. Современный облик получил после реставрации 1976—1982 годов.

## Архитектура
Здание имеет нетипичную для православных храмов того времени «романскую» архитектуру, представляет собой четырёхстолпный храм и в этом наиболее близко к построенной позднее в Новгороде церкви Параскевы Пятницы.
Конструкция — четырёхгранная башня с тремя высокими пристройками.
Фундамент — в основе валуны, уложенные без раствора в вырытую в песке траншею на глиняное основание, поверх валунов выложена кладка из плинф на растворе.
Материал стен — плинфа, скреплённый известковым раствором. Нижняя часть стен была присыпана песком.
Первоначальная отделка: наружная — ниши разных размеров, рельефные кресты и декоративные арки над окнами и дверьми, а также расписные орнаменты (сохранились только их следы); внутренняя (сохранились фрагменты, данные археологической экспедиции 1960 г.) — фрески и темперная роспись. Согласно Ипатьевской летописи 1197 года церковь Михаила Архангела названа самым богато украшенным храмом на Руси.
Есть сведения о перестройках здания в 1634 и в 1713 годах, в 1833 году с юго-западной стороны здания был возведён ныне не существующий придел Бориса и Глеба. Ремонтные работы производились в 1785, 1820-х, 1836 и 1851 годах.
В XX веке здание несколько раз реставрировалось, ему частично возвращён первоначальный вид. С 1991 года начаты новые реставрационные работы, ещё не завершённые.

## История

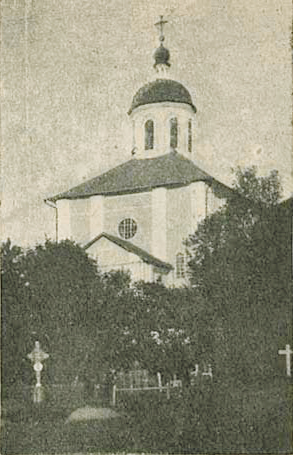
Вид с южной стороны. Фото Е. Н. Клетновой, 1910-е годы

Храм построен по указанию Давыда Ростиславича, князя Смоленского во время его правления в 1180—1197 годы. Достоверных сведений о более точном времени постройки нет. Входил в архитектурный комплекс загородного княжеского двора. Летопись сообщает о его богатом внутреннем убранстве: «всим приходящим к ней дивитися изрядной красоте ея, иконы златом и сребром, и жемчугом, и камением драгим украшены, и всею благодатью исполнена». До закрытия в первой половине XX века в храме находилась белокаменная гробница князя Давыда Ростиславича. Некоторое время при храме существовал монастырь.
Во время осады Смоленска в 1609—1611 годах польско-литовские войска Речи Посполитой использовали здание в качестве крепости. Затем, в 1611 году в здании был организован католический приход. В 1654 году, после возвращения Смоленска в состав российского государства, храм снова стал использоваться для православных богослужений.
В начале XVIII века верхние части стен и своды переложили, изменили отделку фасадов, в стенах пристроек пробили большие окна.
В 1733 году к храму был пристроен теплый придел. В конце XIX века внутри имелось четыре престола: главный — в честь Архангела Михаила; придельные: во имя Алексия, человека Божия, благоверного князя Александра Невского (переименованный в память императора Александра I из придела преподобного Александра Свирского) и мучеников Бориса и Глеба. Ежегодно 24 июля к месту убиения князя Глеба (на Смядынь) совершался крестный ход.
Во второй половине XVIII века старостой храма был назначен купец Василий Григорьевич Хлебников. При Хлебникове, по благословению епископа Парфения, в 1775—1785 годах были построены каменные: колокольня, ограда и, в юго-западном углу церковного участка, одноэтажный дом. В последнем, на средства Хлебникова, обучались бедные и бесприютные мальчики.
В 1775—1785 годы храм побелили, возвели кирпичную ограду, построили колокольню с луковичной главкой.
Во время Отечественной войны 1812 года Свирская церковь была разграблена французскими солдатами, после войны — восстановлена, по одним сведениям, на деньги купца Василия Хлебникова, по другим — благодаря личному вниманию императора Александра I.
В 1930 году храм был закрыт, в дальнейшем здание использовалось под военный склад.
В Великую Отечественную войну здание лишилось кровли, а с его стен на больших площадях осыпалась штукатурка.
В 1963 году при устройстве кровель храма (проект П. Д. Барановского) были удалены некоторые архитектурные детали XIX века. По проекту С. С. Подъяпольского и Т. Е. Каменевой в 1976—1982 годах была проведена реставрация фасадов, с восстановлением некоторых архитектурных форм XII века (узкие высокие окна храма, окна барабана, киот над южным порталом и др.) и реставрацией отдельных деталей XVIII века (восьмигранные окна на южном и северном фасадах, карнизы и др.).

## Современное состояние
В 1990 году храм передан Смоленской и Вяземской епархии. Начата реставрация интерьера, который, согласно проекту, обретёт облик интерьера XII века (восстановление хоров в северном и южном приделах, разборка закладки в западной стене, которая сейчас отделяет хоры этой части храма от его центрального пространства).
Богослужения возобновлены в 1991 году. Ведутся реставрационные работы. Белокаменный резной иконостас и престол храма был освящён 21 ноября 1999 года.